# Chevalier de Percefleur
Cet article court présente un sujet plus développé dans : Fernand Fleuret.
 (décembre 2023).
Si vous disposez d'ouvrages ou d'articles de référence ou si vous connaissez des sites web de qualité traitant du thème abordé ici, merci de compléter l'article en donnant les références utiles à sa vérifiabilité et en les liant à la section « Notes et références ».
Chevalier de Percefleur est l’un des pseudonymes collectifs utilisés par deux écrivain français : Louis Perceau (1883-1942) et Fernand Fleuret (1883-1945).